# لوکا زانوتی
لوکا زانوتی (انگلیسی: Luca Zanotti؛ زادهٔ ۲۹ آوریل ۱۹۹۴) بازیکن فوتبال است.
از باشگاه‌هایی که در آن بازی کرده‌است می‌توان به باشگاه فوتبال کومو اشاره کرد.